# Шахерезада (фільм, 2018)
«Шахерезада» (фр. Shéhérazade) — французький драматичний фільм 2018 року, поставлений режисером Жан-Бернаром Марліном. Світова прем'єра  відбулася 11 травня 2018 на 71-му Каннському міжнародному кінофестивалі, де стрічка брала участь у конкурсній програмі Міжнародного тижня критики. Фільм здобув три нагороди французької національної кінопремії «Сезар» за 2018 рік, у тому числі за «Найкращий дебютний фільм».

## Синопсис
У основі фільму лежить історія стосунків між 17-річним юнаком Закарі́, яка нещодавно вийшов із в'язниці, і неповнолітньою повією Шахерезадою, з якою він випадково знайомиться на вулицях Марселя. Завдяки дівчині хлопець непомітно для себе змінює погляди на життя.

## У ролях
| • Ділан Робер        | … | Закарі́      |
| • Кенза Форта        | … | Шахерезада  |
| • Ідір Азуглі        | … | Ріяд        |
| • Ліза Амеджут       | … | Сабріна     |
| • Кадер Бенхудар     | … | Мехді Мутон |
| • Набіла Айт Амер    | … | Сара        |
| • Набіла Бунад       | … | Сурая       |
| • Софія Бент         | … | Зальда      |
| • Осман Грустік      | … | Шаєнн       |
| • Абдельлах Хоулален | … | Жорді       |

## Знімальна група
- Автор сценарію — Жан-Бернар Марлін, Катрін Паїльє
- Режисер-постановник — Жан-Бернар Марлін
- Продюсер — Грегуар Дебуайї
- Співпродюсер — Олів'є Пере
- Оператор — Джонатан Рикебург
- Композитор — Якоб Стамбах
- Монтаж — Ніколя Демезон
- Художник-постановник — Леа Філіппон
- Підбір акторів — Сандрін Лапуяд

## Нагороди та номінації
| Список нагород та номінацій (Список не є вичерпним) | Список нагород та номінацій (Список не є вичерпним) | Список нагород та номінацій (Список не є вичерпним)      | Список нагород та номінацій (Список не є вичерпним) | Список нагород та номінацій (Список не є вичерпним) | Список нагород та номінацій (Список не є вичерпним) |
| Кінофестиваль/Кінопремія                            | Рік                                                 | Категорія                                                | Номінант(и)                                         | Результат                                           | Дж                                                  |
| --------------------------------------------------- | --------------------------------------------------- | -------------------------------------------------------- | --------------------------------------------------- | --------------------------------------------------- | --------------------------------------------------- |
| 71-й Каннський міжнародний кінофестиваль            | 2018                                                | Золота камера                                            | Шахерезада                                          | Номінація                                           |                                                     |
| Приз Жана Віго                                      | 2018                                                | Найкращий повнометражний фільм                           | Шахерезада                                          | Перемога                                            |                                                     |
| Фестиваль франкомовного кіно в Ангулемі             | 2018                                                | Приз Валуа за найкращий фільм                            | Шахерезада                                          | Перемога                                            |                                                     |
| Фестиваль франкомовного кіно в Ангулемі             | 2018                                                | Приз Валуа Магеліс                                       | Жан-Бернар Марлін                                   | Перемога                                            |                                                     |
| Фестиваль франкомовного кіно в Ангулемі             | 2018                                                | Приз Валуа за найкращий сценарій                         | Жан-Бернар Марлін, Катрін Паїльє                    | Номінація                                           |                                                     |
| Фестиваль франкомовного кіно в Ангулемі             | 2018                                                | Приз Валуа за найкращу музику до фільму                  | Якоб Стамбах                                        | Перемога                                            |                                                     |
| Монреальський кінофестиваль нового кіно             | 2018                                                | Головний приз за найкращий фільм                         | Шахерезада                                          | Номінація                                           |                                                     |
| Цюрихський кінофестиваль                            | 2018                                                | Золоте око за найкращий міжнародний художній фільм       | Шахерезада                                          | Номінація                                           |                                                     |
| Цюрихський кінофестиваль                            | 2018                                                | Сцеціальна згадка — Найкращий міжнародний художній фільм | Шахерезада                                          | Перемога                                            |                                                     |
| Європейський кінофестиваль у Севільї                | 2018                                                | Нагорода Нові хвилі за найкращий фільм                   | Шахерезада                                          | Перемога                                            |                                                     |
| Приз Луї Деллюка                                    | 2018                                                | Найкращий перший фільм                                   | Шахерезада                                          | Номінація                                           |                                                     |
| Премія «Люм'єр»                                     | 04.02.2019                                          | Найперспективніший акторка                               | Кенза Форта                                         | Номінація                                           |                                                     |
| Премія «Люм'єр»                                     | 04.02.2019                                          | Найперспективніший актор                                 | Ділан Робер                                         | Номінація                                           |                                                     |
| Премія «Сезар»                                      | 22.02.2019                                          | Найкращий дебютний фільм                                 | Шахерезада                                          | Перемога                                            | [ 3 ]                                               |
| Премія «Сезар»                                      | 22.02.2019                                          | Найперспективніший актор                                 | Ділан Робер                                         | Перемога                                            | [ 3 ]                                               |
| Премія «Сезар»                                      | 22.02.2019                                          | Найперспективніша акторка                                | Кенза Форта                                         | Перемога                                            | [ 3 ]                                               |